# Arapito
Arapito est une localité de la région de la West Coast dans l’Île du Sud de la Nouvelle-Zélande.

## Situation
La ville d’Arapito est une commune agricole de la berge sud du fleuve Karamea, et qui est située en amont du centre-ville principal de Karamea.

## Toponymie
La ville fut initialement dénommée « Terre Promise ». En 1908, quand un bureau de poste fut installé dans la ville, le nom fut changé en Arapito, ce qui veut dire en langage Māori « fin du chemin ». La zone constituait initialement un chemin de chasse portant ce nom.

## Autres lectures
- A. W. Reed, The Reed Dictionary of New Zealand Place Names, Auckland, Reed Books, 2002 (ISBN 0-7900-0761-4)

- New Zealand Gazetteer